# Lucie Heinze

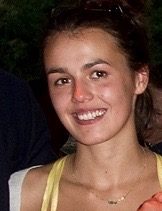
Lucie Heinze (2014)

Lucie Heinze (* 1988 in Oschatz) ist eine deutsche Schauspielerin.

## Leben
Heinze besuchte das Sächsische Landesgymnasium für Musik Carl Maria von Weber in Dresden und studierte von 2008 bis 2012 Schauspiel an der Hochschule für Schauspielkunst „Ernst Busch“ Berlin. 2009 erhielt sie für ihre Rollengestaltung als Lulu in Szenenstudien des zweiten Studienjahres den O.E. Hasse-Preis. Nach mehreren Studienproduktionen am Studiotheater bat wirkte sie 2011 und 2012 in Gorkis Nachtasyl im Studio der Berliner Schaubühne mit, einer gemeinsamen Produktion ihrer Hochschule und der Schaubühne.
Heinze spielte eine der Hauptrollen als Schauspielstudentin Tara in Nicolas Wackerbarths ZDF-Fernsehspiel Unten Mitte Kinn, das beim Filmfest München 2011 Premiere hatte und ihr eine Nominierung für den Förderpreis Deutscher Film einbrachte. In Sönke Wortmanns Das Hochzeitsvideo war sie 2012 erstmals in einem Kinofilm zu sehen, im Tatort Ohnmacht spielte sie 2014 einmalig die Assistentin der Ermittler Ballauf und Schenk. In Stefan Krohmers Roadmovie Mädchen im Eis war sie 2015 in der Hauptrolle als junge Deutsche zu sehen, die ihren russischen Geliebten am Polarkreis besucht und eine unliebsame Überraschung erlebt. 2017 bis 2019 hatte sie eine Hauptrolle in der Krimiserie Professor T.
Heinze lebt in Berlin.

## Filmografie (Auswahl)
- 2011: Unten Mitte Kinn
- 2012: Das Hochzeitsvideo
- 2013: Millionen
- 2013: Liebe am Fjord – Zwei Sommer
- 2013: Tiere bis unters Dach – Die Millionenkatze
- 2013: Heiter bis tödlich: Akte Ex – Waschen-Schleudern-Morden
- 2014: Tatort – Ohnmacht (Fernsehreihe)
- 2014: Schmidt – Chaos auf Rezept – Wahnsinn
- 2014: Küstenwache – Gefährlicher Beifang
- 2014: Ein Sommer in Amsterdam
- 2014: Tatort – Im Schmerz geboren
- 2014: Kommissar Dupin: Bretonische Brandung
- 2015: Mädchen im Eis
- 2015: Fünf Freunde 4
- 2015: Notruf Hafenkante (Fernsehserie, 3 Folgen)
- 2015, 2019: Eichwald, MdB (Fernsehserie, 10 Folgen)
- 2015: Letzte Spur Berlin – Allesfresser
- 2017–2019: Professor T. (Fernsehserie, 12 Folgen)
- 2017: Ein Lächeln nachts um vier
- 2018: Der Zürich-Krimi – Borchert und die letzte Hoffnung
- 2019: Und wer nimmt den Hund?
- 2021: Praxis mit Meerblick – Herzklopfen (Fernsehreihe)
- 2021: Mein Sohn
- 2021: Mutter kündigt
- 2021: Eine Liebe später
- 2022: Liebesdings

## Hörspiele
- 2014: Bodo Traber: Das Ding im Nebel – Regie: Petra Feldhoff (Kriminalhörspiel – WDR)